# Forager
Forager è un videogioco argentino del 2019 sviluppato e progettato da Mariano Cavallero, pubblicato da Humble Bundle e distribuito digitalmente da PlayStation Store, Nintendo eShop e Steam per PlayStation 4, Nintendo Switch (il 30 luglio del 2019), Microsoft Windows e Linux (il 18 aprile del 2019).
Nel 2019 il gioco è stato annunciato su dispositivi mobili e il 24 settembre 2020 è stato infine pubblicato su mobile.

## Modalità di gioco
Il giocatore deve raccogliere grandi quantità di risorse che reperisce in giro per l'ambientazione (land) in cui si trova, e che gli serviranno per fabbricare materiali e produrre merci da scambiare.
Il giocatore moltiplica i punti - con i quali può sbloccare diversi vantaggi che lo agevoleranno durante l'evoluzione della partita (strumenti extra o oggetti preziosi) - uccidendo nemici, raccogliendo risorse primarie, fabbricando attrezzi e scambiando merci.
Il giocatore può svolgere diverse attività relative a cucina, economia, ingegneria, agricoltura, pesca, caccia, magia, saccheggio ed estrazione mineraria; tuttavia, per svolgere le attività disponibili, dovrà prima fabbricare gli strumenti attinenti a una di queste ultime. Quando terminerà di svolgere un'attività, il giocatore otterrà denaro che utilizzerà per acquistare altre terre ed espandere la propria base, esplorare altre ambientazioni e incontrare nuovi nemici.

## Sviluppo
Il gioco è stato interamente progettato e sviluppato dall'argentino Mariano Cavallero - conosciuto con lo pseudonimo "HopFrog" - con il motore grafico "GameMaker: Studio".

## Accoglienza
| Testata                          | Versione        | Giudizio |
| -------------------------------- | --------------- | -------- |
| Metacritic (media al 10-06-2020) | PC              | 78/100   |
| Metacritic (media al 10-06-2020) | PS4             | 71/100   |
| Metacritic (media al 10-06-2020) | Switch          | 78/100   |
| PCWorld                          | PC              | 4/5      |
| Destructoid                      | PC, PS4, Switch | 8/10     |
| IGN                              | PS4, Switch     | 80/100   |

Il gioco ha ricevuto critiche prevalentemente positive.
Kotaku ha giudicato Forager come "un gioco estremamente ben fatto" e lo ha definito come "un lavoro d'amore [...] un gioco di artigianato ridotto alle sue stesse ossa", affermando che si tratta di un gioco con "più che pura progressione". Polygon ha affermato che la natura ripetitiva e noiosa dei giochi serve a "rendere i momenti più luminosi del gioco ancora più luminosi" e che "in Forager, macinare è quasi tutto ciò che bisogna fare, e si riesce a malapena a tirarsene via", elogiando il gioco per l'utilizzo di "meccanica pesante".

### Vendite
Nel 2020, il gioco ha venduto ufficialmente 600 000 copie.